# Ralf Törngren
Ralf Johan Gustaf Törngren (Oulu, Ostrobotnia del Norte, 1 de marzo de 1899 - Turku, Finlandia Propia, 16 de mayo de 1961) fue un político sueco-finlandés del Partido Popular Sueco. Törngren fue primer ministro de Finlandia en 1954. Además fue presidente del Partido Popular Sueco entre 1945 y 1955, ministro de Hacienda, de Política Social y de Exteriores. Fue candidato en las elecciones presidenciales de Finlandia en 1956.
| Predecesor: Sakari Tuomioja | Primer ministro de Finlandia 1954 | Sucesor: Urho Kekkonen |

- Datos: Q728830
- Multimedia: Ralf Törngren / Q728830